# Safenwil
Safenwil es una comuna suiza del cantón de Argovia, localizada en el distrito de Zofingen. Limita al norte con las comunas de Walterswil (SO) y Gretzenbach (SO), al este con Kölliken, al sur con Uerkheim y Zofingen, y al oeste con Oftringen.

## Transporte
Ferrocarril
Cuenta con una estación ferroviaria situada en el centro del núcleo urbano.